# Apeadero de Casével
El Apeadero de Casével, inicialmente denominado Estación de Casével, fue una plataforma ferroviaria de la Línea de Alentejo, que servía a la localidad de Casével, en el Distrito de Beja, en Portugal. Se encuentra retirado del servicio.

## Historia
Esta plataforma entró en servicio el 20 de diciembre de 1870, como estación terminal provisional del Ferrocarril del Sur; el tramo siguiente, hasta Amoreiras-Odemira, fue abierto el 3 de junio de 1888.
Hasta la llegada del ferrocarril a Faro, en 1889, esta plataforma era principalmente utilizada por los viajantes algarvios en los desplazamientos desde y hacia Lisboa, debido a su acceso de transporte a Mértola, donde existía un servicio fluvial hasta el Algarve.
En 1903, ya habían sido estudiados dos ramales de acceso a esta estación, partiendo de las Rutas Reales 15 y 75.